# El diablo (песня)
«El diablo» (с англ. — «Дьявол») — песня греческой певицы Элены Цагрину, с которой представляла Кипр на конкурсе песни «Евровидение-2021». «El diablo» был написан и сочинен Джимми "Джокером" Тернфельдтом, Лорел Баркер, Оксой и Томасом Стенгаардом.. Смысл песни был описан как "влюбиться в кого-то столь же плохого, как дьявол". Название песни было озвучено 25 ноября вместе с объявлением Цагрину о том, что она будет представлять Кипр на конкурсе песни «Евровидение-2021» в Роттердаме. Песня была выпущена 28 февраля 2021 года.

## Предыстория
В ноябре 2020 года Кипрская вещательная корпорация (CyBC) объявила греческую певицу Елену Цагрину кипрским представителем на конкурсе песни "Евровидение-2021" с песней «El diablo». До своего отбора Цагрину называла "Евровидение" институтом, за которым она следила в течение многих лет. Она добавила, что если будет найдена подходящая песня, то для нее будет удовольствием и честью участвовать в конкурсе.

## Клип
Клип на песню «El diablo» был снят в Афинах. Предварительный просмотр был представлен публике 24 февраля 2021 года во время программы RIK 1 Happy Hour, организованной Андреасом Гиорциосом. Официальный предварительный клип на песню режиссера Джорджа Бениоудакиса также был доступен на мобильном приложении и веб-сайте Panik Records. Музыкальное видео размещалось на сайте до 27 февраля; на следующий день песня и полнометражное музыкальное видео были официально выпущены для публики.

## Конкурс песни «Евровидение»
65-й конкурс «Евровидение» прошел в Роттердаме, Нидерланды и состоял из двух полуфиналов 18 мая и 20 мая 2021 года, а финал состоялся 22 мая 2021 года. 17 ноября 2020 года было объявлено, что Кипр будет выступать во второй половине первого полуфинала конкурса.

## Треклист
| №  | Название      | Длительность |
| -- | ------------- | ------------ |
| 1. | ««El diablo»» | 3:01         |

## Позиции в чартах
| Чарт (2021)                                | Высшая позиция |
| ------------------------------------------ | -------------- |
| Бельгия/Фландрия (Ultratip Bubbling Under) | 2              |
| Финляндия (Suomen virallinen lista)        | 7              |
| Greece (IFPI Greece)                       | 10             |
| Iceland (Tónlist)                          | 14             |
| Ireland (IRMA)                             | 60             |
| Lithuania (AGATA)                          | 8              |
| Нидерланды (Single Top 100)                | 31             |
| Norway (VG-lista)                          | 13             |
| Sweden (Sverigetopplistan)                 | 20             |
| Великобритания (OCC UK Singles)            | 86             |
| Великобритания (OCC UK Indie)              | 19             |